# أوسكار دي لا هويا
أوسكار دي لا هويا (بالإسبانية: Óscar de la Hoya) مواليد 4 فبراير 1973 في كاليفورنيا، الولايات المتحدة، هو ملاكم مكسيكي يصنف ضمن فئة الوزن المتوسط. حقق بطولة رابطة الملاكمة العالمية وبطولة المجلس العالمي للملاكمة وبطولة الاتحاد الدولي للملاكمة وبطولة منظمة الملاكمة العالمية. شارك في دورة الألعاب الأولمبية الصيفية.

## إحصائيات
خاض خلال مسيرته 45 نزالا، فاز في 39 وخسر في 6. فاز بالضربة القاضية في 30 نزالا.

## الميداليات
| الميدالية | المسابقة                       |
| --------- | ------------------------------ |
| ذهبية     | الألعاب الأولمبية الصيفية 1992 |

## وصلات خارجية
- أوسكار دي لا هويا على موقع IMDb (الإنجليزية)
- أوسكار دي لا هويا على موقع الموسوعة البريطانية (الإنجليزية)
- أوسكار دي لا هويا على موقع إن إن دي بي (الإنجليزية)
- أوسكار دي لا هويا على موقع قاعدة بيانات الفيلم (الإنجليزية)
- أوسكار دي لا هويا على موقع بوكس ريك (الإنجليزية) (registration required)
- أوسكار دي لا هويا على موقع اللجنة الأولمبية الدولية (الإنجليزية)
- أوسكار دي لا هويا على موقع أوليمبيديا (الإنجليزية)

- الموقع الرسمي